# Рижов Михайло Іванович
Михайло Іванович Рижов (1889, село Новоспаське Борисоглібського повіту Тамбовської губернії, тепер Російська Федерація — 19 січня 1939, слідча в'язниця НКВС) — радянський діяч, заступник народного комісара внутрішніх справ СРСР, народний комісар лісової промисловості СРСР. Депутат Верховної Ради СРСР 1-го скликання (1937—1938).

## Біографія
Народився в родині заможного селянина в селі Новоспаське Борисоглібського повіту Тамбовської губернії (за іншими даними, в селі Рамоньє Новохоперського повіту Воронезької губернії). У 1902 році закінчив сільську школу в селі Новоспаське Борисоглібського повіту, у 1906 році — Борисоглібське чотирикласне міське училище.
З липня 1906 по листопад 1911 року працював в господарстві батька в селі Рамоньє Новохоперського повіту Воронезької губернії.
У листопаді 1911 — грудні 1916 року — писар повітового управління військового начальника в місті Борисоглібську Тамбовської губернії. У грудні 1916 — листопаді 1917 року — писар повітового управління військового начальника в місті Моршанську Тамбовської губернії.
У листопаді 1917 — лютому 1918 року — начальник повітового управління військового начальника в місті Моршанську. У кінці 1917 року був організатором Червоної гвардії в місті Моршанську.
У лютому 1918 — березні 1919 року — начальник мобілізаційного відділу Моршанського повітового військового комісаріату.
Член РКП(б) з липня 1918 року.
У березні 1919 — березні 1920 року — військовий комісар Моршанського повіту. Одночасно у серпні 1919 — березні 1920 року — голова Моршанського повітового революційного комітету.
У березні — червні 1920 року — помічник військового комісара Тамбовської губернії.
У червні 1920 — травні 1925 року — військовий комісара Брянської губернії, начальник Брянського гарнізону. Одночасно у грудні 1922 — серпні 1923 року — заступник голови Брянського губернського виконавчого комітету.
У травні 1925 — липні 1926 року — начальник управління Брянського територіального округу 37-ї стрілецької дивізії РСЧА в місті Брянську. У 1926 році закінчив курси удосконалення вищого командного складу при Військовій академії РСЧА імені Фрунзе.
У липні 1926 — грудні 1929 року — старший інструктор організаційно-розподільного відділу Політичного управління РСЧА.
У грудні 1929 — січні 1931 року — член правління «Рисотресту» Народного комісаріату землеробства СРСР. У січні — листопаді 1931 року — член правління «Вівчаррадгосптресту» Народного комісаріату землеробства СРСР.
У листопаді 1931 — червні 1937 року — голова Замоскворецького (Кіровського) районного виконавчого комітету міста Москви, член президії Московської ради.
У червні — липні 1937 року — начальник дорожно-мостового управління Московської міської ради.
1 липня — 16 серпня 1937 року — начальник Адміністративно-господарського управління НКВС СРСР.
16 серпня — 31 грудня 1937 року — заступник народного комісара внутрішніх справ СРСР.
У грудні 1937 — 25 грудня 1938 року — народний комісар лісової промисловості СРСР.
Заарештований 25 грудня 1938 року без санкції прокурора. 19 січня 1929 року в результаті застосування до нього «незаконних методів слідства» помер під час допиту.
У 1955 справу Рижова було переглянуто і припинено за відсутністю складу злочину. Реабілітований.

## Звання
- старший майор державної безпеки (29.09.1937)

## Нагороди
- орден Червоної Зірки (19.12.1937)